# Épicondyle médial de l'humérus
L'épicondyle médial de l'humérus (ou épitrochlée en ancienne nomenclature) est le processus osseux situé à l’extrémité inférieure du bord médial du corps de l’humérus.

## Description
L'épicondyle médial de l'humérus est une excroissance osseuse aplati d'avant en arrière située au-dessus et en dedans de la trochlée humérale.
Sa face antérieure donne insertion aux muscles épicondyliens médiaux.
Son bord inférieur donne insertion au ligament collatéral ulnaire de l'articulation du coude.
Sa face postérieure est lisse et correspond au passage du nerf ulnaire.

## Aspect clinique

### Fracture
Les fractures de l'épicondyle médial sont des blessures courantes du coude chez les enfants. Il existe une controverse pour savoir si un traitement chirurgical pour restaurer la position naturelle de l'os est meilleur que le traitement par immobilisation.

### Épitrochléite
L'inflammation des tendons des muscles épicondyliens médiaux entraîne une épitrochléite (ou épicondylite médiale). Elle peut être provoquée par la pratique sportive, en particulier les sports de lancer.
L'épitrochléite peut dans certains cas être reconnue comme maladie professionnelle (tableau 57 des maladies professionnelles, régime général).

## Anatomie comparée
Chez les oiseaux, on l'appelle l'épicondyle ventral de l'humérus.